# Бохемија на Олимпијским играма
Бохемија се као аустроугарска аутономна покрајина први пут појавила на Олимпијским играма 1900. године, које су биле друге олимпијске игре модерног доба. Чешка се такмичила под овом заставом све до 1918. године и распада Аустроугарске. После Првог светског рата, Бохемија је постала део Чехословачке и спортисти из Бохемије су се на олимпијским играма такмичили за тим Чехословачке.
После 1992. године и распада Чехословачке на Чешку Републику и Словачку, подручје Бохемије је ушло у састав Чешке Републике и од тада наступају у оквиру чешког тима.
Ако се рачунају све ове олимпијаде, Чешка је пропустила само три олимпијске игре Летње олимпијске игре 1896, Летње олимпијске игре 1904. и Летње олимпијске игре 1984, ове задње због бојкота. 
На Зимским олимпијским играма Бохемија никада није учествовала самостално.
Олимпијци из Бохемије су под заставом ове земље освојили укупно 4 медаље на олимпијским игрма то све на летњим олимпијским играма. 

## Медаље

### Учешће и освојене медаље на ЛОИ
| Учешће и освојене медаље Бохемије на ЛОИ |                  |                  |                  |                  |                  |                  |                  |                  |                  |      |
| ЛОИ                                      | Носилац заставе  | Учешће           | Муш.             | Жене             | сопрт.           | Злато            | Сребро           | Бронза           | Укупно           | Ранг |
| 1896. Атина                              | Није учествовала | Није учествовала | Није учествовала | Није учествовала | Није учествовала | Није учествовала | Није учествовала | Није учествовала | Није учествовала |      |
| 1900. Париз                              |                  | 7                | 6                | 1                | 4                |                  | 1                | 1                | 2                | 19   |
| 1904. Сент Луис                          | Није учествовала | Није учествовала | Није учествовала | Није учествовала | Није учествовала | Није учествовала | Није учествовала | Није учествовала | Није учествовала |      |
| 1908. Лондон                             | Мирослав Шустера | 19               | 19               | 0                | 5                | 0                | 0                | 2                | 2                | 17   |
| 1912. Стокхолм                           | Јиржи Кодл       | 43               | 43               | 0                | 8                | 0                | 0                | 0                | 0                |      |
| Укупно (3)                               |                  | 69               | 68               | 1                |                  | 0                | 1                | 3                | 4                |      |

### Преглед учешћа спортиста и освајача медаља по спортовима на ЛОИ
Стање после ЛОИ 1912.
| Спорт      | Период | Период   | Укупно | Мушки | Жене |   |   |   |   |
| Спорт      | Прво   | Последње | Укупно | Мушки | Жене |   |   |   |   |
| ---------- | ------ | -------- | ------ | ----- | ---- | - | - | - | - |
| Атлетика   | 1900   | 1912     | 18     | 18    | 0    | 0 | 1 | 0 | 1 |
| Бициклизам | 1900   | 1912     | 6      | 6     | 0    | 0 | 0 | 0 | 0 |
| Веслање    | 1912   | 1912     | 1      | 1     | 0    | 0 | 0 | 0 | 0 |
| Гимнастика | 1900   | 1912     | 3      | 3     | 0    | 0 | 0 | 0 | 0 |
| Мачевање   | 1908   | 1912     | 17     | 17    | 0    | 0 | 0 | 2 | 2 |
| Рвање      | 1908   | 1912     | 1      | 1     | 0    | 0 | 0 | 0 | 0 |
| Тенис      | 1900   | 1912     | 13     | 12    | 1    | 0 | 0 | 3 | 3 |
| Укупно (7) |        |          | 59     | 58    | 1    | 0 | 1 | 5 | 6 |

- Разлика у горње две табеле од 10 учесника (10 мушкараца) настала је у овој табели јер је сваки спотиста без обриза колико је пута учествовао на играма и у колико разних спортова на истим играма рачунат само једном

## Освајачи медаља на ЛОИ
| Медаља | Име | Игре         | Спорт    | Дисциплина        |
| ------ | --- | ------------ | -------- | ----------------- |
|        | Франтишек Јанда-Сук                                                                                               | 1900. Париз  | Атлетика | диск              |
|        | Хедвига Розенбаумова                                                                                              | 1900. Париз  | Тенис    | појединачно       |
|        | Вилем Гополд вон Лобсдорф Ст.                                                                                     | 1908. Лондон | Мачевање | сабља појединачно |
|        | Властимил Лада-Сазавски Вилем Гополд вон Лобсдорф Бедрих Шејбал Јарослав Тучек (фин.) Отакар Лада (1. коло и пф.) | 1908. Лондон | Мачевање | сабља екипно      |

### Укупно медаље на ОИ
Период 1900—1912..
| ОИ     |   |   |   |   |
| ------ | - | - | - | - |
| ЛОИ    | 0 | 1 | 5 | 6 |
| ЗОИ*   | 0 | 0 | 0 | 0 |
| Укупно | 0 | 1 | 5 | 6 |

- Зимске олимпијске игре нису постојале у том периоду.

## Занимљивости
- Најмлађи учесник: Бохумл Рамеш, 16 година и 125 дана Стокхолм 1912. шливање
- Најстарији учесник: Vilém Goppold z Lobsdorfu, Sr., 43 године и 50 дана  Стокхолм 1912. мачевање
- Највише учешћа: Ладислав Жемла, 4 учешћа (1908, 2012 Бохемија и 1920 и 1924 Чехословачка) тенис
- Највише медаља: Хедвига Розенбаумова, тенис, 2 (2. бр 1900) и Vilém Goppold z Lobsdorfu, Sr., ( 2. бр. 1908)
- Прва медаља: Хедвига Розенбаумова, тенис 1900.
- Прво злато:  -
- Најбољи пласман на ЛОИ: =17. 1908.